# Karel Van Isacker
Pour les articles homonymes, voir Van Isacker.
 Karel Van Isacker, né le 23 juin 1913 à Malines (Belgique) et mort le 25 août 2010 à Niel-bij-As (Limbourg, Belgique), était un prêtre jésuite belge, professeur d’université et historien nationaliste flamand. Il était également connu pour des fortes sympathies traditionalistes en matière de liturgie.

## Biographie
Van Isacker était le fils de l’homme politique Philip Van Isacker (qui appartenait au Parti catholique et fut ministre de l’Industrie et du Travail dans les années 1930) et le frère de l’écrivain Frans Van Isacker.
Après des humanités au collège jésuite d'Alost, Van Isacker entra le 23 septembre 1933 au noviciat jésuite de Tronchiennes. À partir de 1941, il fit des études de philosophie et de théologie, des études d’histoire à l’Université Catholique de Louvain, et fut finalement ordonné prêtre en 1945.
Début 1949, il devint collaborateur, et peu après rédacteur en chef, de l’organe des jésuites flamands De Vlaamse Linie. Il parvint à réorienter cette revue de telle sorte que, mettant désormais moins l’accent sur un catholicisme combattant, elle adoptât une attitude plus ouverte et d’autre part (Van Isacker s’étant notamment attiré les services de journalistes flamingants ou d’anciens collaborateurs de guerre, tels que Lode Claes, Victor Leemans ou Arthur De Bruyne) s’ancrât davantage dans le nationalisme flamand, s’intéressant plus particulièrement à la question de l’épuration. Il en fut cependant blâmé par ses supérieurs religieux qui lui retirèrent la direction de la revue.
Dans le même temps, il assumait, de 1950 à 1965, une fonction de professeur à l'institut supérieur universitaire École commerciale Saint-Ignace, devenue aujourd’hui la Hogeschool Antwerpen (Haute École d’Anvers). En 1954, il obtint le titre de docteur en philosophie et lettres, section d’histoire moderne, de l’université de Louvain, après avoir soutenu une thèse intitulée Pays réel et pays légal. L’opinion catholique face à la droite, 1863-1884. Il fut ensuite professeur ordinaire à l’université d'Anvers de 1965 à 1980.
Il se fit une certaine notoriété en Flandre en œuvrant pendant plus de vingt ans pour la révision du procès d’Irma Laplasse. Celle-ci, ayant dans les dernières journées de l’occupation allemande, indiqué à la Gestapo le lieu où se cachaient des résistants - dénonciation qui conduisit à l’arrestation et à l’exécution de sept résistants - fut condamnée à mort et mourut le 30 mai 1945 devant un peloton d’exécution. À la suite de l'action inlassable de Karel Van Isacker, la révision du procès finit par être accordée en 1995. Peine perdue: Irma Laplasse fut à nouveau reconnue coupable de délation et condamnée à la détention à perpétuité (la peine de mort n’étant plus d'application en Belgique).
Son ouvrage Mijn land in de kering ('Mon pays dans le changement', deux tomes) esquisse une histoire du peuple flamand dans les années 1830-1980. Il fut en outre un des principaux rédacteurs de l’encyclopédie historique en quinze volumes Twintig eeuwen Vlaanderen ('Vingt siècles de Flandre').
Dans la sphère religieuse, Van Isacker développa la thèse selon laquelle, en substance, le malaise dans l’Église catholique romaine depuis la deuxième moitié du XXe siècle serait imputable à son obsession de vouloir à tout prix s’adapter au monde moderne, sans s’interroger sur la validité de celui-ci. En 1989, il publia un plaidoyer pour un retour à la liturgie tridentine (pré-conciliaire), intitulé Ontwijding (soit litt.: 'Désacralisation'). Dans le village de Niel-bij-As, à une vingtaine de km au nord-est de Hasselt, dans le Limbourg belge, il transforma une vaste grange et une ferme en une chapelle Saint-Michel et, depuis lors, célébrait là une messe dominicale selon le rite tridentin.

## Écrits
À l’exception de Douze siècles d’art et d’histoire aucun de ses écrits n’a, semble-t-il, été traduit en français. La traduction des titres entre parenthèses n'a d'autre but que d'indiquer le contenu de l’ouvrage.
- Werkelijk en wettelijk land (Pays réel et pays légal) – 1954
- Het Daensisme (monographie sur l’abbé Adolf Daens) – 1959
- Meesters en huurlingen (Maîtres et Mercenaires) – 1963
- De Antwerpse dokwerker 1830-1940 (Le Docker anversois, 1830-1940) – 1963, De Nederlandsche Boekhandel, éd.
- De Internationale te Antwerpen 1867-1977 (L'Internationale à Anvers 1867-1877) – 1964, De Nederlandsche Boekhandel, éd.
- Afscheid van de havenarbeider 1944-1966 (Adieu au Docker, 1944-1966) – 1967
- Herderlijke brieven over politiek 1830-1966 (Lettres pastorales concernant des sujets politiques, 1830-1966) – 1969
- Irma Laplasse, stukken voor een dossier (Irma Laplasse, pièces à verser au dossier) – 1970
- Mijn land in de kering 1830-1980 (Mon Pays dans le basculement) – 1978, De Nederlandsche Boekhandel, éd.
- De enge ruimte 1914-1980 (L’Espace exigu, 1914-1980) – 1983
- Douze Siècles d’art et d’histoire, Karel Van Isacker et Raymond Van Uytven – 1986, Fonds Mercator, éd., Anvers.
- Ontwijding (Désacralisation) – 1989, Davidsfonds, éd., Louvain
- Het dossier Irma Laplasse, kritiek van een repressie-dossier (Le Dossier Irma Laplasse, critique d’un dossier de l’épuration)
- Het land van de dwazen (Le Pays des sots) – 1976, De Nederlandsche Boekhandel, éd.

## Source
- (nl) Cet article est partiellement ou en totalité issu de l’article de Wikipédia en néerlandais intitulé « Karel van Isacker » (voir la liste des auteurs).